# Madison (Virginia Occidentale)
Madison è un comune degli Stati Uniti d'America, nella contea di Boone nello Stato della Virginia Occidentale.